# Esmeralda Barros
Esmeralda Lima de Barros (Ilhéus, 4 de setembro de 1944 - Rio de Janeiro, 10 de outubro de 2019) foi uma atriz, modelo e dançarina brasileira.
Foi capa da revista Playboy de julho de 1976 e viveu anos na Itália onde atuou como atriz em vários filmes de western.
Morreu no dia 10 de outubro de 2019 aos 75 anos por complicações do Parkinson, de que sofria há anos.

## Carreira

### Na televisão
| Ano  | Título                | Papel   |
| ---- | --------------------- | ------- |
| 1985 | Uma Esperança no Ar   |         |
| 1979 | Plantão de Polícia    | —       |
| 1967 | Os Miseráveis         |         |
| 1966 | Eu Compro Esta Mulher | Escrava |

### No cinema
- O Castelo das Taras (1982)
- O Caçador de Esmeraldas (1979).... Indaiá
- Mulheres do Cais (1979)
- O Bem Dotado - O Homem de Itu (1978).... Pedra
- Elas São do Barulho (1977)
- Presídio de Mulheres Violentadas (1977)
- Il Plenilunio delle Vergini (1972).... Lara
- La Colt era il suo Dio (1972)
- Finalmente... le Mille e una Notte (1972)
- Quelle sporche anime dannate (1971).... Zelda
- W Django! (1971)
- Anche per Django le Carogne Hanno un Prezzo (1971).... Pilar
- Um Homem e sua Jaula (1969)
- Viagem ao Fim do Mundo (1968)
- Eva, la Venere Selvaggia (1968).... Eva, a garota selvagem
- O Homem Nu (1968).... Marialva
- A Espiã que Entrou em Fria (1967).... raptora
- O Sabor do Pecado (1967).... dançarina
- Se Tutte le Donne del Mondo (1966)
- As Cariocas (1966)
- Cristo de Lama (1966).... Madalena
- Histórias de um Crápula (1965)